# Piotrkówek (gromada)
Piotrkówek – dawna gromada, czyli najmniejsza jednostka podziału terytorialnego Polskiej Rzeczypospolitej Ludowej w latach 1954–1972.
Gromady, z gromadzkimi radami narodowymi (GRN) jako organami władzy najniższego stopnia na wsi, funkcjonowały od reformy reorganizującej administrację wiejską przeprowadzonej jesienią 1954 do momentu ich zniesienia z dniem 1 stycznia 1973, tym samym wypierając organizację gminną w latach 1954–1972.
Gromadę Piotrkówek z siedzibą GRN w Piotrkówku utworzono – jako jedną z 8759 gromad na obszarze Polski – w powiecie gostynińskim w woj. warszawskim, na mocy uchwały nr VI/10/3/54 WRN w Warszawie z dnia 5 października 1954. W skład jednostki weszły obszary dotychczasowych gromad Zyck Nowy, Zyck Polski, Piotrkówek i Rybaki ze zniesionej gminy Słubice w powiecie gostynińskim oraz obszary dotychczasowych gromad Kępa Karolińska, Łęg-Suchodół i Władysławów ze zniesionej gminy Iłów w powiecie sochaczewskim (woj. warszawskie). Dla gromady ustalono 16 członków gromadzkiej rady narodowej.
1 stycznia 1958 z gromady Piotrkówek wyłączono wsie Łęg-Suchodół i Władysławów, włączając je do gromady Iłów w powiecie sochaczewskim w tymże województwie.
Gromadę zniesiono 31 grudnia 1959, a jej obszar włączono do gromady Słubice w tymże powiecie.